# Muerte en la Fenice

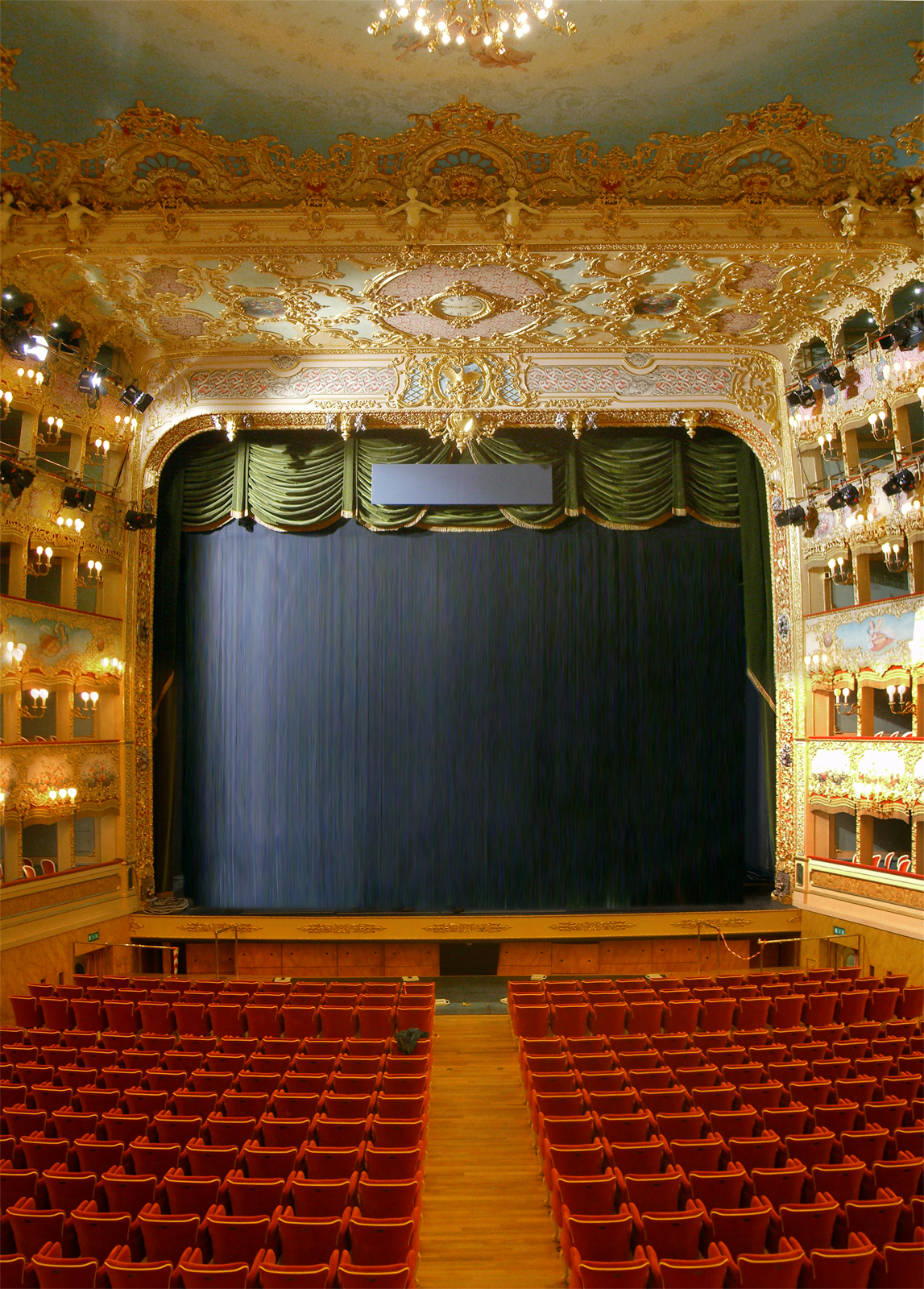
La Fenice.

Muerte en La Fenice (en inglés Death at La Fenice) es una novela policíaca de la escritora norteamericana Donna Leon, en la que el renombrado director de orquesta Helmut Wellauer aparece muerto, envenenado con cianuro potásico, durante una representación de La Traviata en el célebre teatro veneciano de La Fenice. Hasta el comisario Guido Brunetti, acostumbrado a la laberíntica criminalidad de Venecia, se asombra de la cantidad de enemigos que el músico ha dejado en su camino a la cumbre. Pero, ¿cuántos tenían motivos suficientes para matarle? El comisario Brunetti, armado tan sólo con su paciencia y sagacidad, resuelve en esta sugerente novela policiaca su primer caso.
Muerte en La Fenice fue galardonada en Japón con el prestigioso Premio Suntory a la mejor novela de intriga y convirtió en poco tiempo a Donna Leon en el gran boom de la novela policiaca en Europa.
- Datos: Q1349759